# Cantón Simón Bolívar
El cantón Simón Bolívar, está ubicado en la Provincia del Guayas en el margen Oriental, al norte del Cantón Naranjito y al este del Cantón Milagro, tiene una extensión aproximada de 29 273,30 ha, distribuido en sus dos parroquias: Parroquia Urbana "Simón Bolívar" 13 233,70 ha y Parroquia Rural Lorenzo de Garaicoa 16 039,60 ha, siendo la extensión de la cabecera cantonal Simón Bolívar, 436,46 ha.
El cantón Simón Bolívar, se encuentra ubicado hacia el noreste de la Provincia del Guayas, su clima es tropical y fresco, con marcada diferencia entre el invierno y verano.
Tiene un total de 25 483 habitantes, divididos en 12 213 mujeres y 13 270 hombres.

## Geografía
El cantón Simón Bolívar está ubicado en el centro-este de la provincia del Guayas. Limita al norte con el cantón Jujan y la Provincia de Los Ríos; al sur con Naranjito; al este con Bucay y al oeste con Milagro.